# تاباوووکا
تاباوووکا (به لهستانی:  Tabałówka) یک روستا در لهستان است که در گمینا فیلیپوو واقع شده‌است.